# Programme local de prévention des déchets ménagers et assimilés
Un programme local de prévention des déchets ménagers et assimilés (PLPDMA) est, en France, un document élaboré par les collectivités territoriales et ayant pour objectif de définir des mesures visant la réduction de la quantité de déchets ménagers et assimilés.
Obligatoire depuis 2012 et valide pendant 6 ans, il s'appuie largement sur la prévention des déchets et le réemploi, qui permettent de réduire les impacts sur l'environnement, optimiser l'usage des ressources et diminuer les coûts de traitement des déchets ménagers.
Le PLPDMA est généralement constitué de 4 parties : un état des lieux contenant notamment une quantification des déchets ménagers et assimilés produits sur le territoire concerné, des objectifs de réduction en cohérence avec les objectifs nationaux et régionaux, un plan d'actions à mettre en œuvre pour atteindre ces objectifs, et des indicateurs de suivi des actions.

## Réglementation

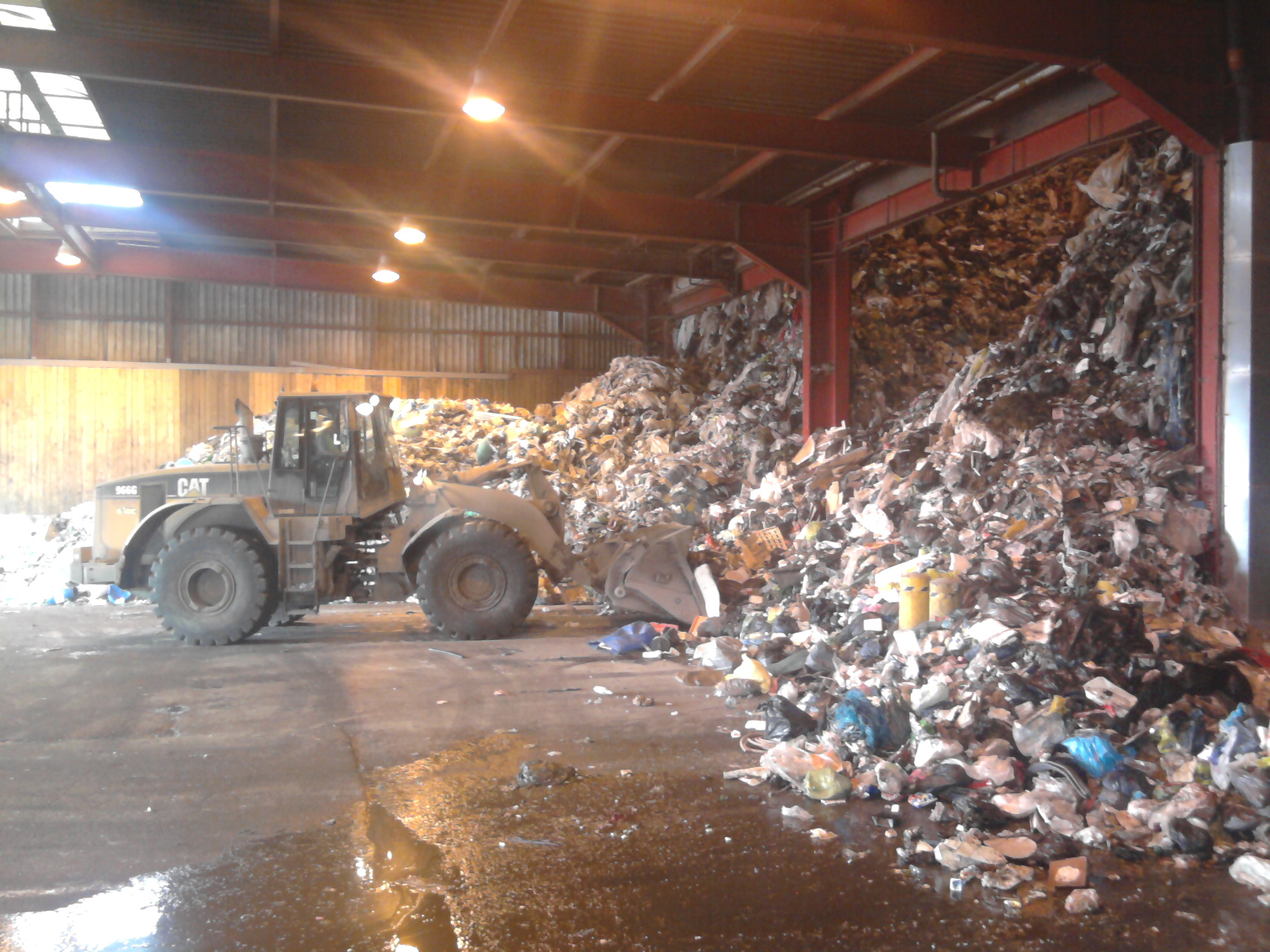
L'objectif premier des PLPDMA est la réduction de la quantité de déchets ménagers et assimilés produite.

La prévention des déchets permet de limiter les impacts environnementaux du cycle de vie des produits, de diminuer le coût de la gestion des déchets et d'économiser les matières premières, en amont du recyclage et de la réutilisation. C'est pourquoi le code de l'environnement (dans son article L541-1) la place en 1re position dans la hiérarchie des modes de traitement des déchets, devant le réemploi, la valorisation de la matière, la valorisation énergétique et l'élimination.
D'abord déclinée au niveau national à travers le plan national de prévention de la production de déchets en 2004, la prévention des déchets est déclinée au niveau local.
En effet, l'article L541-15-1 du code de l'environnement oblige les collectivités territoriales responsables de la collecte ou du traitement des déchets ménagers et assimilés à rédiger un « programme local de prévention des déchets ménagers et assimilés » (abrégé PLPDMA) avant le 1er janvier 2012. Cela concerne le plus souvent les intercommunalités et les syndicats de traitement de déchets, qui sont également incitées à développer la prévention des déchets en raison de l'augmentation annuelle de la taxe générale sur les activités polluantes. Ce programme doit fixer des objectifs de réduction des quantités de déchets et définir des actions à mettre en place pour les atteindre. L'impact réel sur la quantité de déchets doit être suivi annuellement et mis à disposition du public,,.
Le contenu et les modalités d'élaboration d'un PLPDMA sont précisés par le décret no 2015-662 du 10 juin 2015 qui crée les articles R541-41-19 à 28 du code de l'environnement. Le PLPDMA est piloté par une commission consultative d'élaboration et de suivi (CCES) et doit notamment contenir un état des lieux, des objectifs de réduction des déchets ménagers et assimilés, des actions à mettre en place pour atteindre ces objectifs, ainsi que des indicateurs de suivi du programme. Une fois adopté par l'organe délibération de la collectivité territoriale, il est mis à disposition du public et est valide pendant 6 ans. Le bilan de suivi annuel, présenté à la CCES, est également rendu public,.

## Contenu
Le code de l'environnement liste les éléments contenus dans un PLPDMA :
1. État des lieux du territoire : acteurs concernés, types et quantités de déchets ménagers et assimilés produits et leur évolution prévue, actions déjà menées pour la prévention.
2. Objectifs de réduction des quantités de déchets ménagers et assimilés, en cohérence avec les objectifs nationaux et régionaux.
3. Plan d'actions pour atteindre ces objectifs (acteurs concernés, moyens techniques, humains et financiers, calendrier prévisionnel).
4. Indicateurs et méthode de suivi des actions.

L'élaboration du PLPDMA se fait en concertation avec les différents acteurs du territoire, notamment avec le public,.

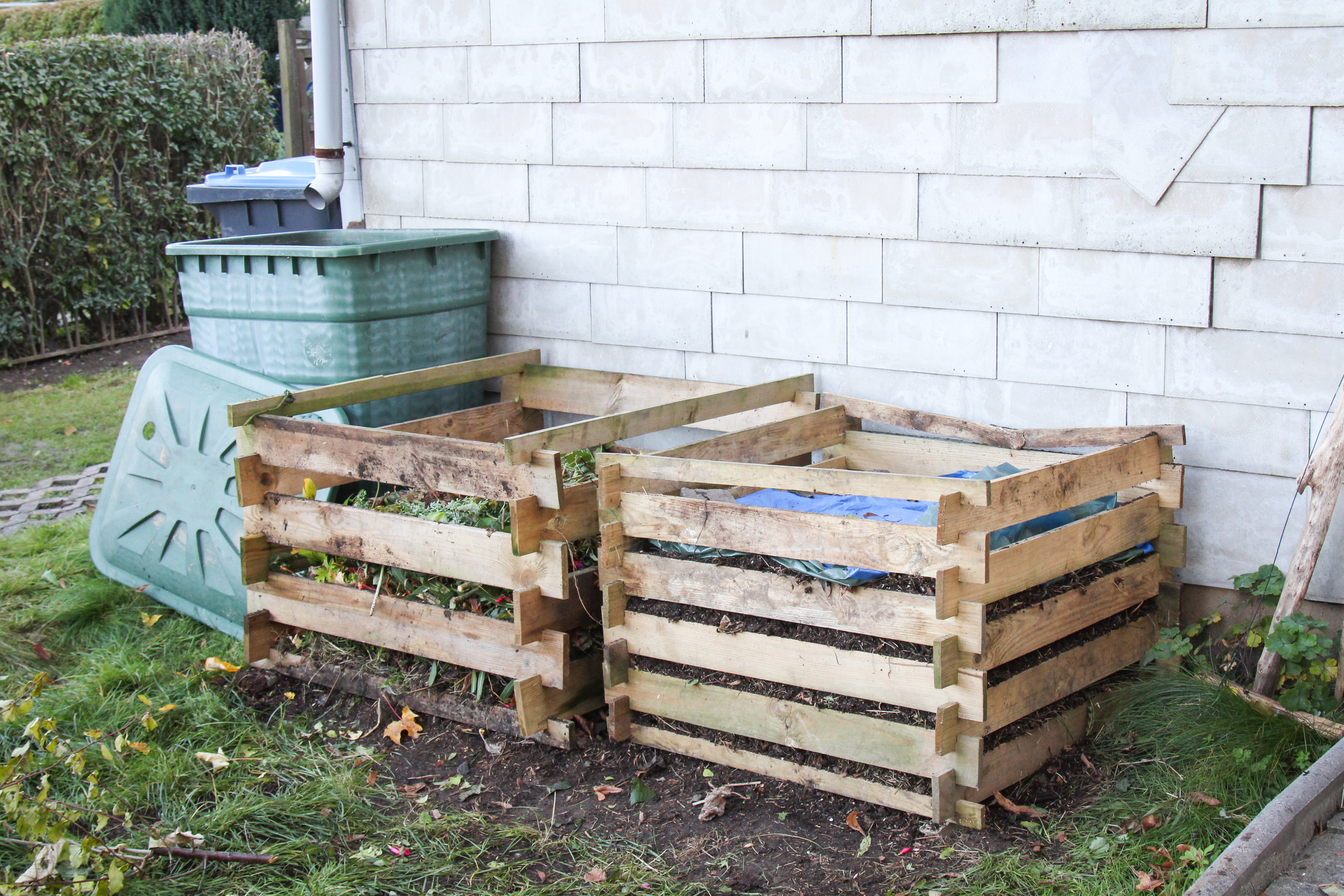
Le développement du compostage est l'une des principales actions des PLPDMA car elles permettent de dévier les déchets alimentaires de l'incinération.

Les actions menées par les collectivités territoriales concernent notamment la lutte contre le gaspillage alimentaire,,, le tri à la source des biodéchets à travers le compostage et la collecte,,, le broyage des déchets verts,, le développement du réemploi à travers l'ouverture de recycleries et de matériauthèques et la mise en place de consignes,,, ainsi que la sensibilisation des habitants, des enfants et du personnel communal,,,,.